# Рашешти (Васлуј)
Рашешти (рум. Râșești) насеље је у Румунији у округу Васлуј у општини Дранчени. Oпштина се налази на надморској висини од 34 m.

## Становништво
Према подацима из 2002. године у насељу је живело 1892 становника, од којих су сви румунске националности.